# Kazuhiko Koyama
Kazuhiko Koyama (Japans: 小山和彦, Koyama Kazuhiko) (Tokio, 1964) is een hedendaags Japans componist, muziekpedagoog en dirigent.

## Leven
Koyama studeerde sinds 1983 aan het Kunitachi College of Music. Hij gradueerde in 1987 met een concert en zijn werk «Fantasia für Kammerorchester und Klavier», wat hij gedirigeerd heeft. Voor dit werk ontving hij ook de Arima Prijs van de Universiteit. In 1987 ging hij naar de meester cursus voor compositie van de Tokyo National University of Fine Arts and Music in Tokio. In 1990 slot hij zijn studies af met het Master of Music aldaar. 
In 1987 was hij in het finale in de compositie division van de 56th Japan Music Competition met zijn werk «From an Illusion for String Quartet». Een jaar later won hij op het 57th Japan Music Competition in de compositie division de 2e prijs met «The landscape covered in shadow for Orchestra». Hij werd ook met internationale prijzen onderscheiden, zo onder andere op de 3rd Young Prague International Music Festival in Praag. In 1995 heeft hij voor het "Fukaishi Sotaro / Kurosawa Hitomi Euphonium Concert I" het werk «Standing Still (Tatazumite)» gecomponeerd en sinds dit succes componeert hij regelmatig voor blazers.
Sinds 1991 is hij docent aan het Kunitachi College of Music en van 1994 tot 1996 docent voor muziektheorie aan de Tokyo National University of Fine Arts and Music in Tokio. Eveneens is hij lid van de Japan Federation of Composers.

## Composities

### Werken voor orkest
- 1987 Fantasia für Kammerorchester und Klavier
- 1988 Landscape Covered by Shadow voor orkest
- 1989 Symfonie no. 1 voor orkest
- 2000 Pastorale voor strijkorkest

### Vokale muziek met orkest of instrumenten
- 1984 Hitotsu no Eki (A Station)   - tekst: Toshiko Takada
- 1986 Koiuta (Love Song) from Shin Kokin Waka Shu
- 1994 Shinsho (Images) I en II - tekst: Chuya Nakahara
- 1997 Hikokigumo ni (For the airplane cloud)  - tekst: Masaharu Maehara

### Kamermuziek
- 1987 Process (Katei) voor twee groepen van eufoniums en tubas
- 1987 From an Illusion voor strijkkwartet
- 1995 Tatazumite voor eufonium solo
- 1996 Divertimento for Marimba
- 1996 Hisho (Soar) voor fluit solo
- 1996 Kei (creek) voor klarinet solo
- 1997 Drie bewegingen voor tuba solo
- 1997 Music for 4 Percussionists
- 1997 Meditation voor viool en piano
- 1999 Viola da Gamba Quintette

### Werken voor piano
- 1989 Improvisation voor piano
- 1996 Katachi no Kosaku (Images Crossing over) voor piano vierhandig
- 2000 In einem Schlummer voor piano
- 2001 Fantasy on Motifs by Wolfgang Amadeus Mozart and other composers

### Werken voor traditioneele Japanse instrumenten
- 1994 Furin (Windy Woods) voor shakuhachi, sangen en uchimono

- Gemeinsame Normdatei: 136879950
- International Standard Name Identifier: 0000 0003 8231 8348
- Library of Congress Control Number: no2010085281
- Virtual International Authority File: 265463332
- WorldCat: E39PBJmTjw4th8gWYMytbVXmVC